# Kawaleria

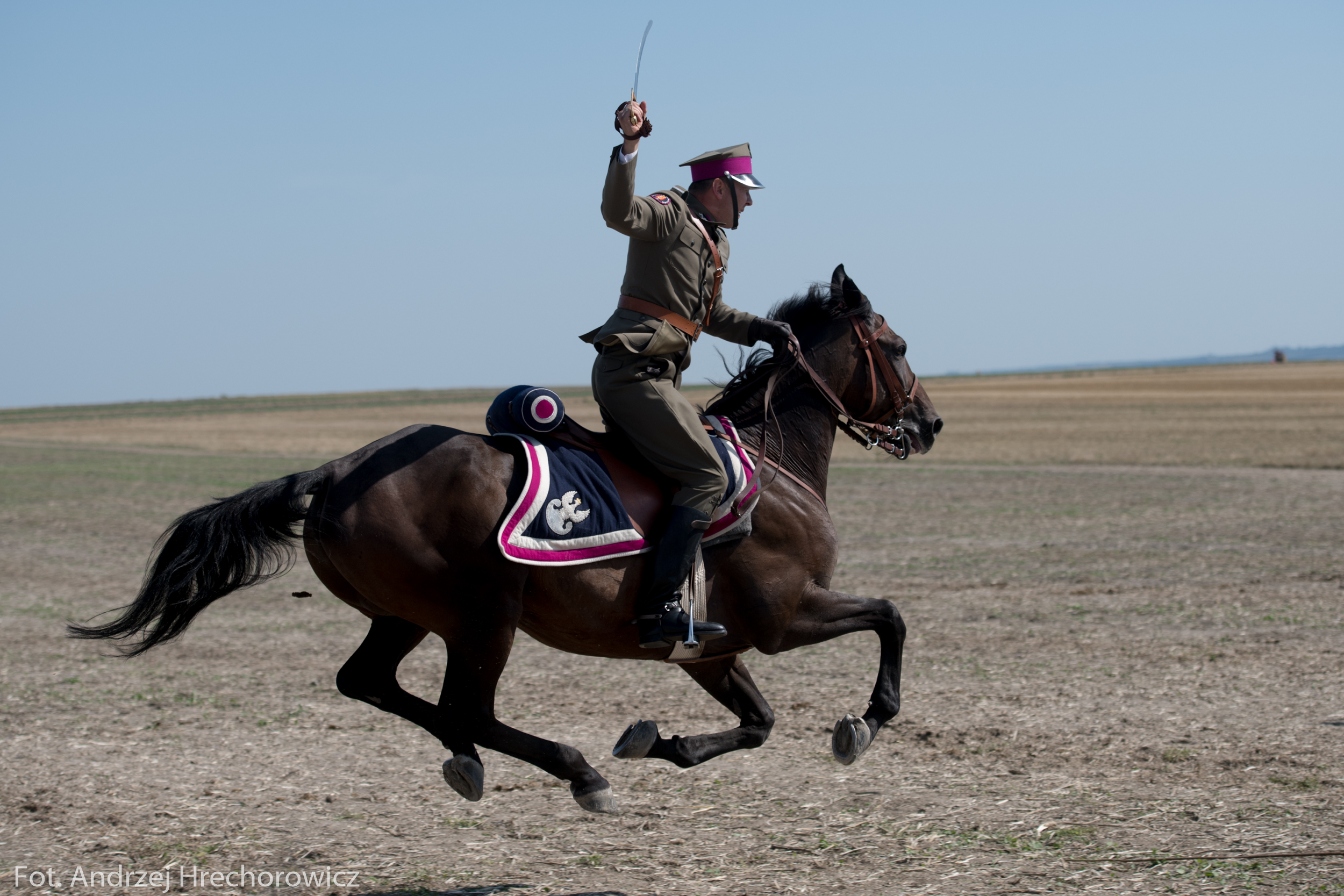
Ułan Szwadronu Kawalerii Wojska Polskiego

Kawaleria (z wł. cavalleria; daw. jazda, konnica) – rodzaj wojsk wykorzystujący konie do przemieszczania się i walki. Dawniej jeden z dwóch podstawowych rodzajów wojsk (obok piechoty), dzielony na lekką i ciężką jazdę. Uległa zanikowi w I połowie XX w. Współcześnie stosowana prawie wyłącznie w charakterze reprezentacyjnym, zastąpiona oddziałami „kawalerii” powietrznej i pancernej.

## Historia

### Geneza

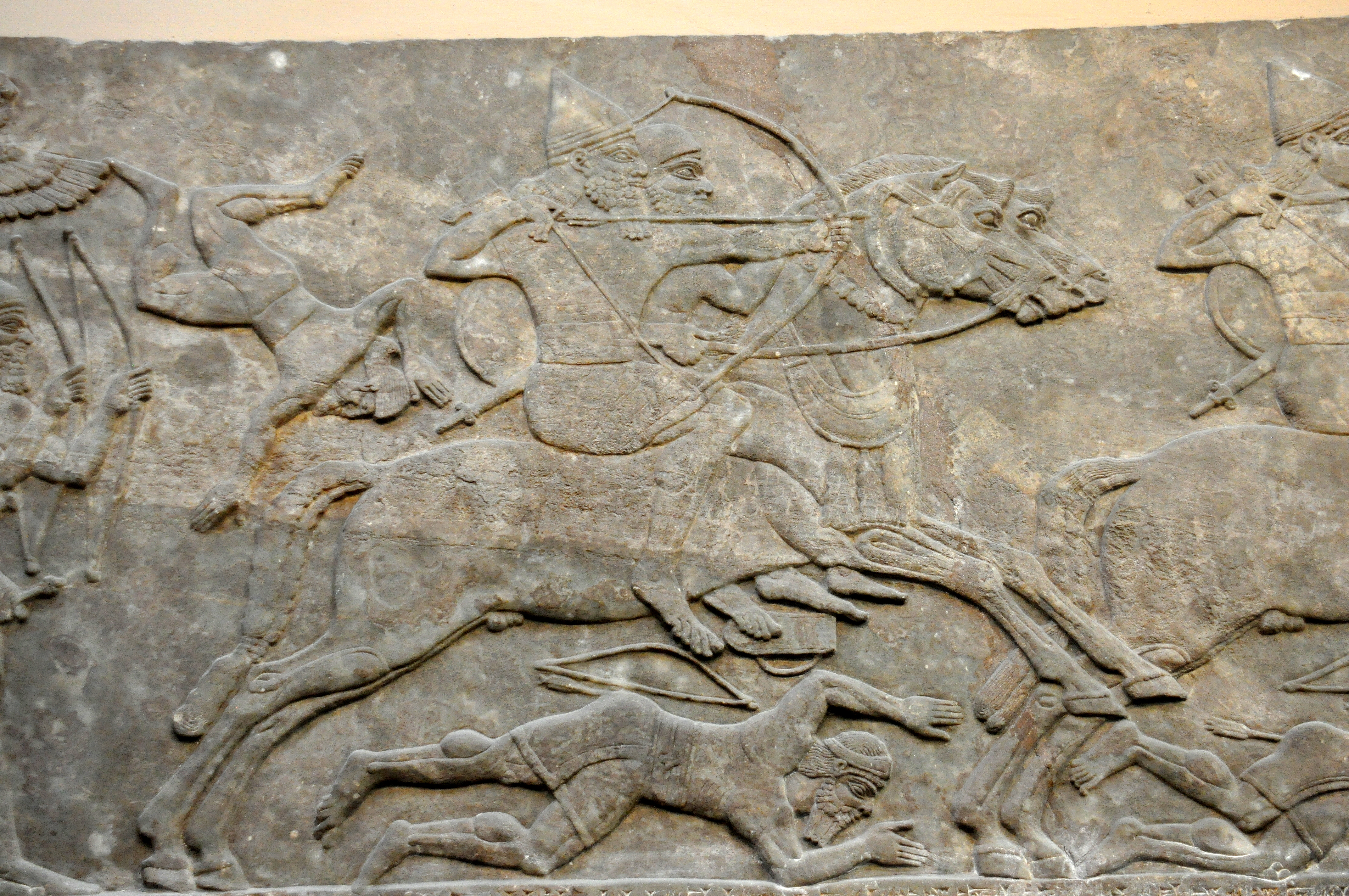
Relief przedstawiający asyryjskiego kawalerzystę

Kawaleria odgrywała dużą rolę u ludów koczowniczych (m.in. Kimerowie, Scytowie, Sarmaci, Hunowie, a później Awarowie) zamieszkujących rozległe terytoria wschodniej Europy i środkowej Azji. Właśnie na stepie po raz pierwszy człowiek dosiadł konia. Prawdopodobnie to nomadzi lub Asyryjczycy po raz pierwszy zaczęli strzelać z łuku podczas jazdy konnej.
Po raz pierwszy przedstawiciele ludów osiadłych dosiedli konia w II tysiącleciu p.n.e. Egipski relief datowany na XII wiek p.n.e. przedstawia kawalerzystę biorącego udział w bitwie pod Kadesz. Wojownik siedzi na końskim zadzie, gdyż prawdopodobnie ówczesne konie miały zbyt słabe grzbiety, by utrzymać człowieka. Kawaleria tamtej epoki nie była wyposażona w siodła ani strzemiona, stąd trudno było kierować dosiadanymi zwierzętami.
W cywilizacjach bliskowschodnich odgrywała na ogół rolę drugorzędną, jako formacja kosztowna i nieprzydatna przy oblężeniach i obronie miejsc umocnionych. Większą rolę jazda odgrywała w armii asyryjskiej. Choć była nieliczna, traktowano ją jako formację elitarną, służyli w niej ludzie o wyższym statusie materialnym i społecznym. Asyryjscy ciężcy kawalerzyści uzbrojeni byli w miecze oraz lance. Z uwagi na brak strzemion walka bronią drzewcową z piechotą możliwa była tylko podczas powolnej jazdy.
W starożytnej Grecji w kawalerii służyli tzw. hippeis, druga co do zamożności grupa społeczna, którą było stać na konia. Była to formacja bardzo nieliczna, w ateńskiej polis liczyła przeciętnie zaledwie tysiąc wojowników. Brak kawalerii zemścił się na Grekach podczas bitwy pod Cheroneą, kiedy grecka falanga okazała się bezradna wobec szarży macedońskiej konnicy. Aleksander Wielki rozbudował ciężkozbrojną kawalerię, zwaną hetajrami, która udowodniła swoją skuteczność w wojnie z Persją.

### Starożytny Rzym

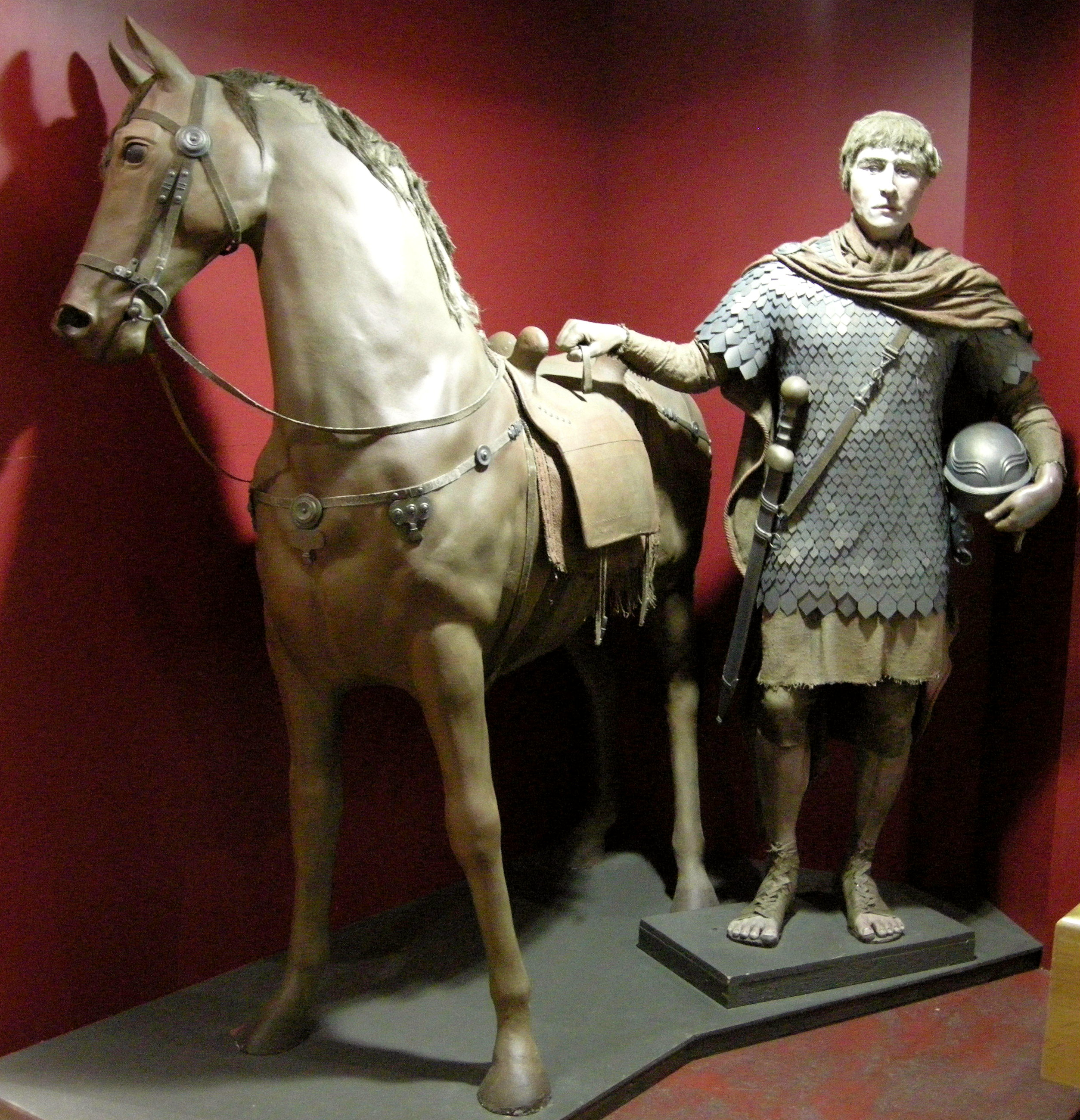
Rzymski kawalerzysta z koniem w muzeum w Canterbury

W armii rzymskiej główną rolę odgrywała ciężka piechota, jednak oprócz niej istniały równolegle jednostki jazdy. Zgodnie z przekazem Liwiusza, w czasach Romulusa istniały już trzy centurie jazdy (eqites). W okresie rządów Tarkwiniusza Starego jej liczebność wynosiła 1800 ludzi. W II wieku p.n.e., konnica wchodziła w skład każdego legionu w sile 300 jeźdźców. Zanik tej formacji nastąpił w okresie wojen z Jugurtą. W tym okresie republika masowo korzystała z usług kawalerii najemnej. Ponowne kawaleria legionowa została sformowana w I wieku n.e.
W okresie pryncypatu zarówno cesarz jak i zarządcy prowincji rekrutowali osobiste oddziały konnicy, które nosiły nazwę eqites singulares Augusti. Żołnierze ci, pełniący rolę gwardii, otrzymywali zwiększony żołd. Innymi jednostkami prawdopodobnie dysponującymi kawalerią były Numeri, Exploratores oraz Cunei. Oddziały Numeri oraz Cunei wykorzystywane były między innymi do ochrony szlaków handlowych. Rolą Exploratores było prowadzenie rozpoznania.
Za panowania cesarza Hadriana pojawiła się pierwsza jednostka ciężkiej kawalerii wojsk pomocniczych - Gallorum et Pannoniorum catafractaria. Jej taktyka walki wzorowana była na sarmackich, armeńskich oraz partyjskich wojskach konnych. Zdecydowany wzrost znaczenia kawalerii w rzymskiej armii przypadł na panowanie Galiena i Aureliana.
W armii kartagińskiej dowodzonej przez Hannibala występowała kawaleria ciężka i lekka.

### Średniowiecze

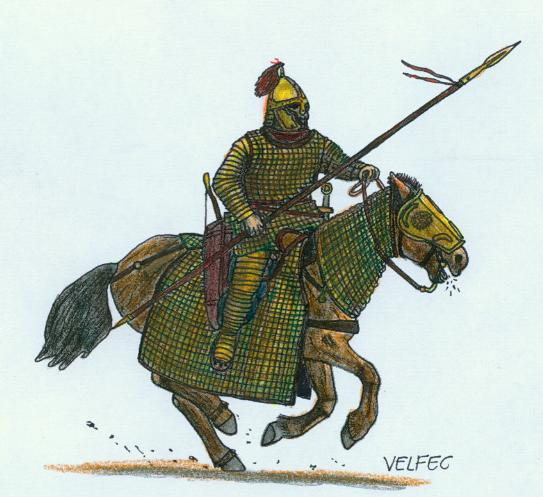
Bizantyjski clibanarii (V w.)

Cesarstwo bizantyńskie, będące kontynuacją cesarstwa rzymskiego na wschodzie, dysponowało silnymi oddziałami jazdy. Pod wpływem kontaktów z armiami wschodu, ciężką jazdę zwaną clibanarii uzbrojono nie tylko w broń do walki w zwarciu, ale również w łuki. Pojawienie się strzemienia w VI wieku poprawiło skuteczność walki przy użyciu kopii lub włóczni.

#### Narodziny i ewolucja rycerstwa

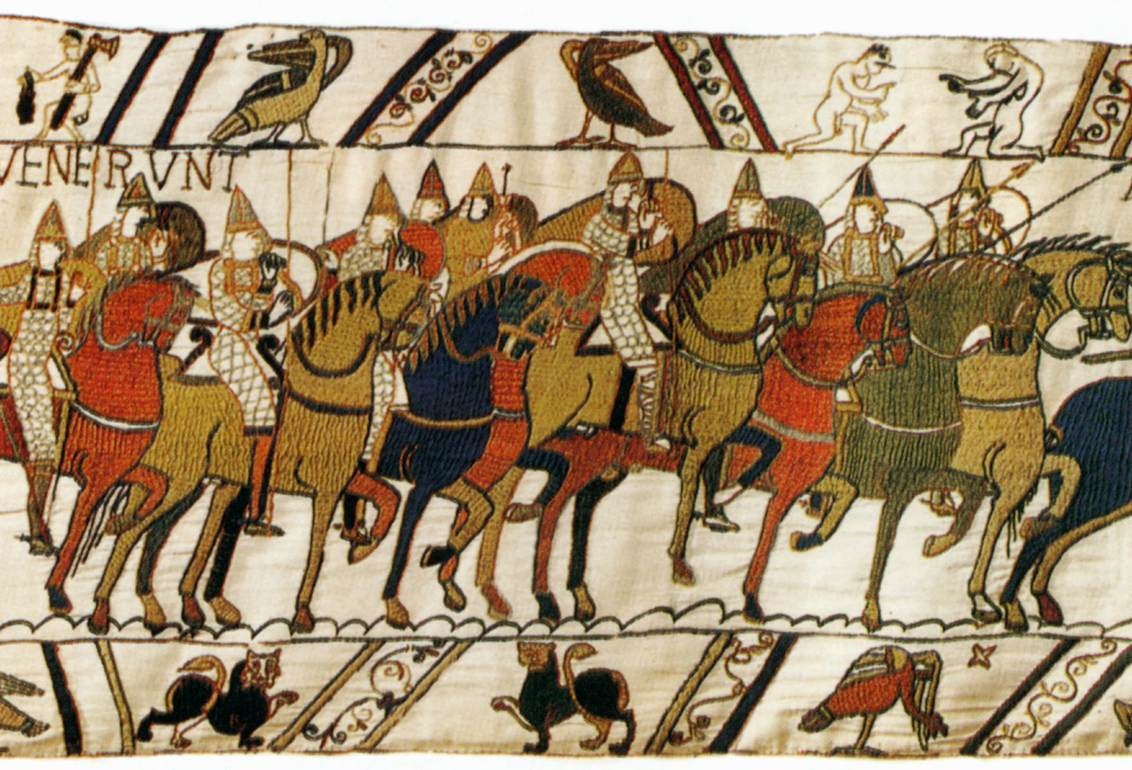
Wczesnośredniowieczni rycerze na tkaninie z Bayeux (XI w.)

Ciężka jazda pojawiła się ponownie w zachodniej Europie w VIII wieku, jako reakcja na zagrożenie ze strony najeźdźców arabskich oraz madziarskich. Kawaleria Franków odegrała istotną rolę w zwycięstwie pod Poitiers, choć w bitwie tej częściowo walczyła ona spieszona. Dzięki zastosowaniu dużej liczby kawalerzystów Karol Wielki zyskiwał przewagę strategiczną nad swoimi przeciwnikami. Dzięki stopniowemu rozprzestrzenianiu się na zachodzie wynalazku, jakim było strzemię, kawaleria stała się dominującym elementem sił zbrojnych. Równoczesny upadek ciężkiej piechoty, niezdolnej do walki w odpowiednio rozśrodkowanym szyku, zapewnił kawalerii decydującą rolę na polu bitwy.

W Polsce, w okresie rządów pierwszych Piastów w skład drużyny książęcej wchodziła jazda ciężka (tzw. pancerni) oraz jazda lekka.

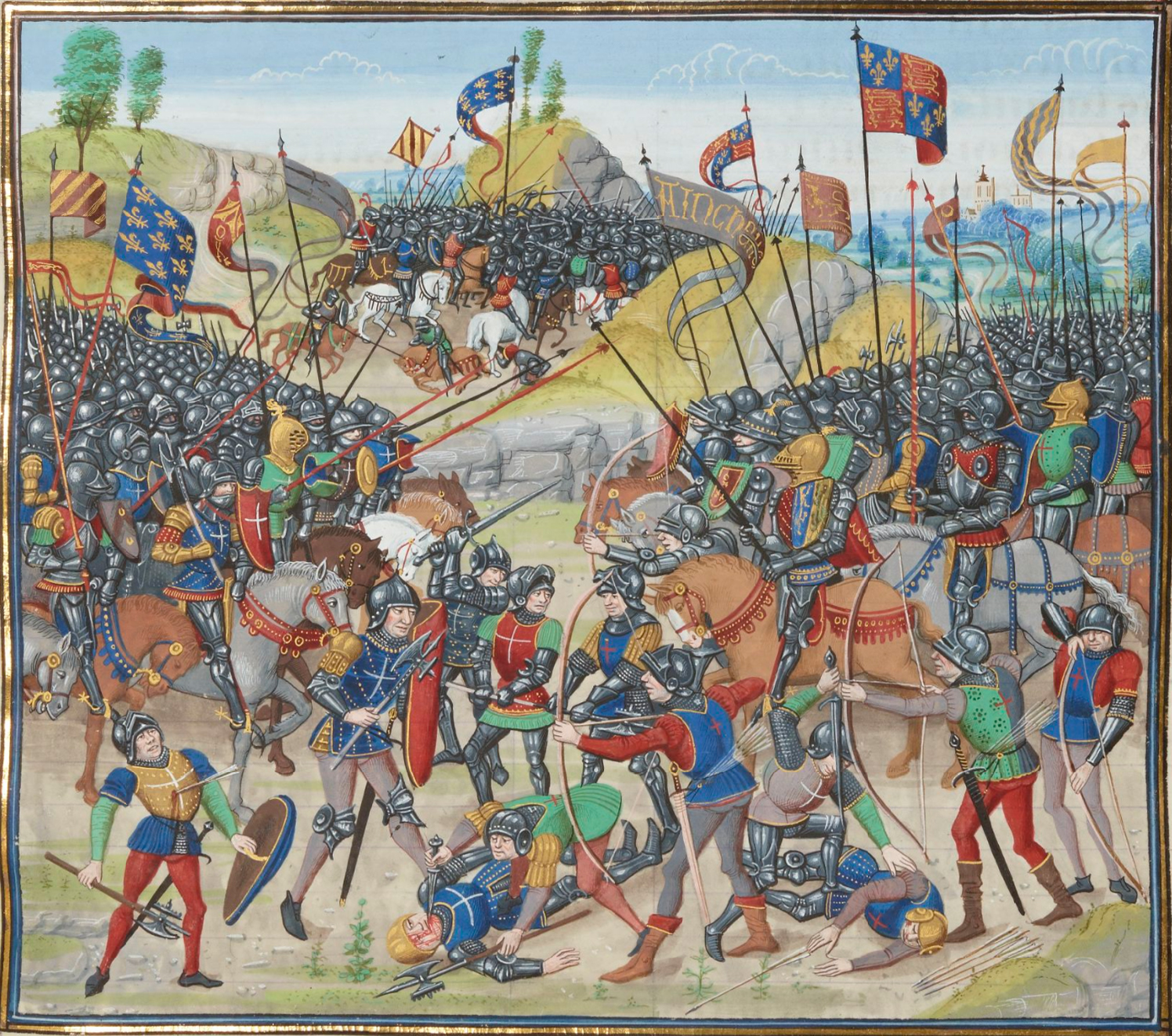
Ciężkozbrojne rycerstwo w trakcie bitwy o Auray (XIV w.)

W późniejszym okresie średniowiecza, w Europie zachodniej oraz środkowej trzonem sił zbrojnych stało się pospolite ruszenie rycerzy. Rycerze walczyli na ogół jako ciężka kawaleria, byli formowani w jednostki organizacyjne, zwane kopiami łączonymi w chorągwie. Uzbrojeni byli w kopie, miecze, topory i tarcze. W toku wojny stuletniej wzrosło zagrożenie rycerstwa atakami łuczników oraz kuszników. Dzięki właściwemu współdziałaniu wojsk mniej liczne armie angielskie zwyciężały (między innymi pod Crécy i Azincourt) francuskie rycerstwo, stosujące taktykę frontalnego ataku konnicy. Zapobiegając zagrożeniu ze strony strzelców, rozpoczęto proces modyfikacji zbroi rycerskiej, który doprowadził w XV wieku do powstania pełnej zbroi płytowej. Z kolei ten typ opancerzenia wymusił zmianę uzbrojenia rycerzy - większy nacisk kładziono na broń obuchową oraz różnego rodzaju nadziaki.
Rozwój broni palnej oraz odrodzenie piechoty spowodowało pod koniec średniowiecza powolny upadek jazdy rycerskiej.

#### Wschodnie techniki walki
W Europie Wschodniej oraz na stepach azjatyckich większą rolę odgrywała jazda lekka. Wchodziła ona w skład między innymi armii litewskiej. Także koczownicy stepowi Pieczyngowie, Połowcy, a później Tatarzy używali niemal wyłącznie lekkiej konnicy w swoich najazdach i podbojach. Lekką jazdę posiadali także Arabowie z Bliskiego Wschodu, którzy często używali wielbłądów jako wierzchowców.

### Nowożytność

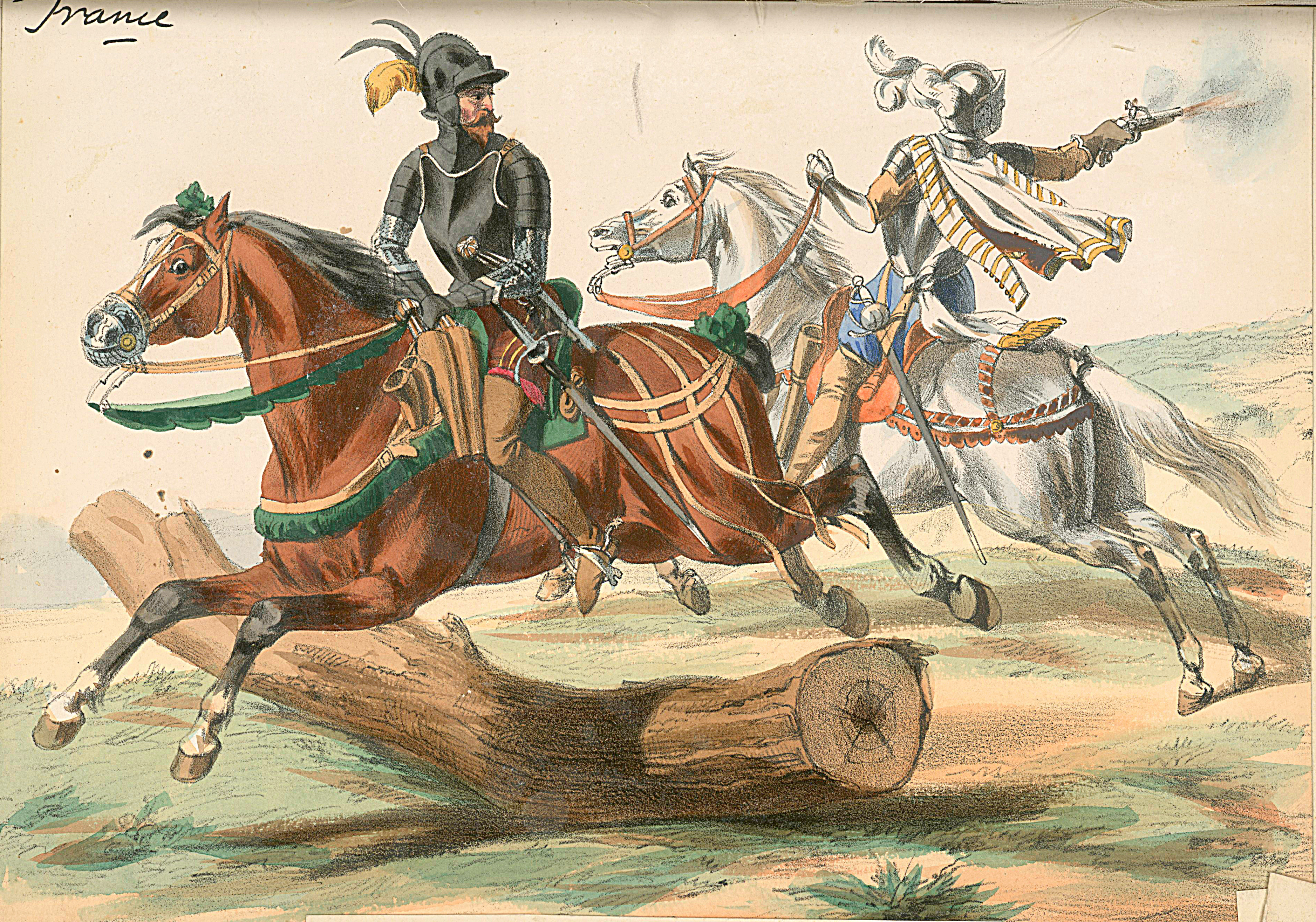
Rajtarzy (XVI-XVII w.)

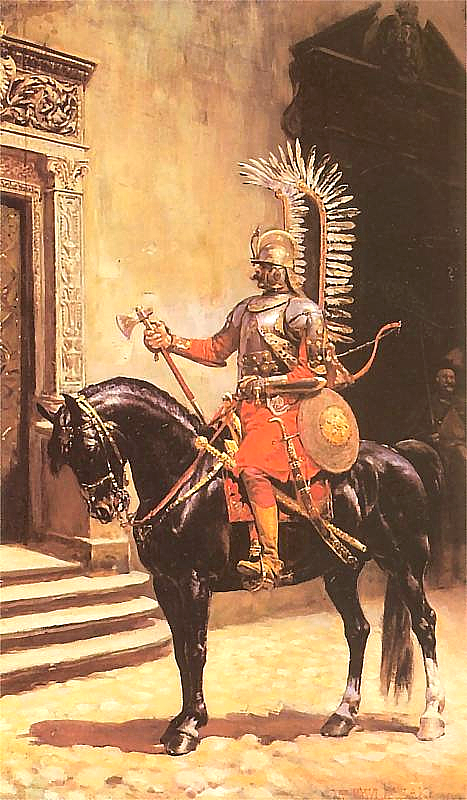
Husarz (XVII w.)

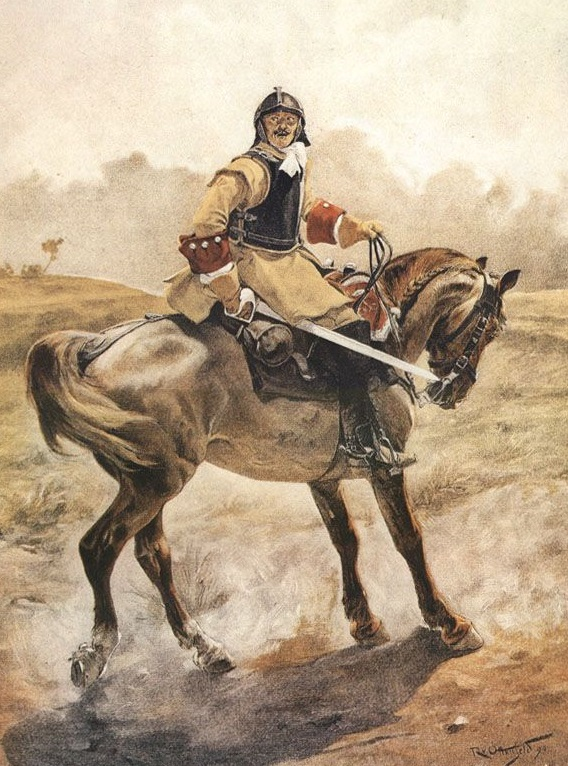
Kirasjer (XVIII w.)

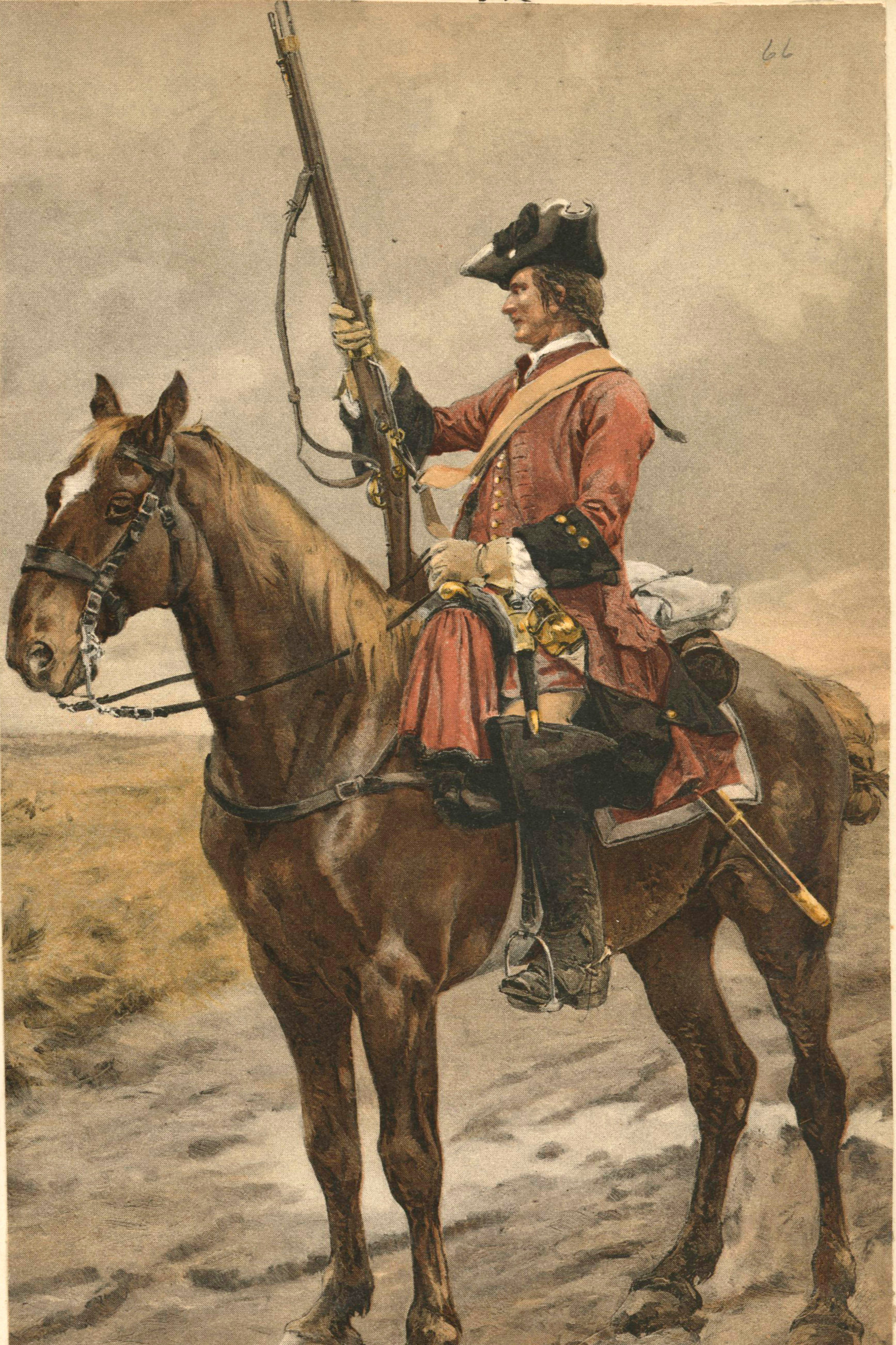
Dragon (XVIII w.)

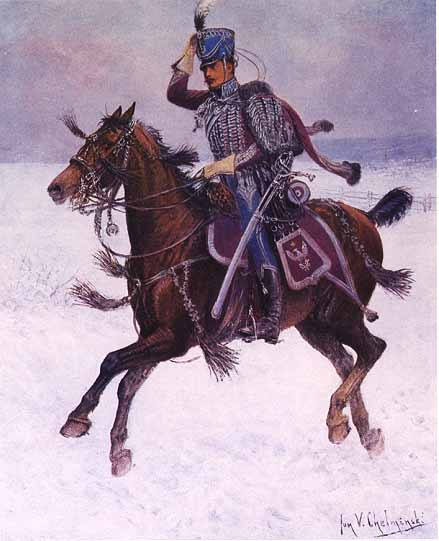
Huzar (XIX w.)

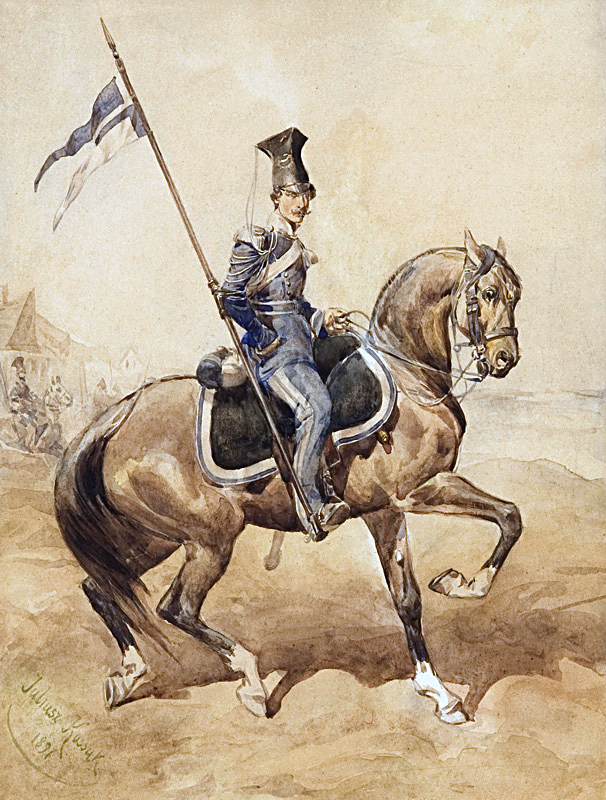
Ułan (XIX w.)

Upadek wartości jazdy rycerskiej spowodował powstanie nowych formacji kawaleryjskich, w skład których wchodzili żołnierze zaciężni (najemnicy). W XV wieku, obok tradycyjnych kopijników, pojawili się na polach bitew rajtarzy i arkebuzerzy uzbrojeni w broń palną. W XVI wieku powstała dragonia będąca początkowo konną piechotą. W Europie zachodniej jazdę organizowano w regimenty i kompanie.
W Polsce w XV wieku kawaleria dzieliła się na oddziały kopijnicze i strzelcze. W XVI wieku pojawiła się husaria, początkowo jazda lekka, z biegiem czasu stając się najcięższą kawalerią polską. Jazdę lżejszą w Polsce stanowili pancerni, zwani na Litwie petyhorcami, którzy z czasem stali się formacją średniozbrojną. Jazdę lekką stanowiły tzw. chorągwie wołoskie i tatarskie. W XVII wieku w państwach zachodnich pojawili się kirasjerzy. W XVIII wieku w Polsce dawne pułki husarskie i pancerne przekształcono kawalerię narodową, a jazdę lekką w krakusów i ułanów – których w państwach zachodnich przyjęto potem jako lansjerów.
Pod koniec XVII i w pierwszej połowie XVIII wieku w zachodniej Europie pojawiły się oprócz nich formacje lekkokonnych, karabinierów, konnych grenadierów, huzarów i szaserów (strzelców konnych), następnie udoskonalone i rozwinięte zwłaszcza w okresie wojen napoleońskich. Wprowadzenie do uzbrojenia pocisków typu Minié (1854) istotnie zwiększyło szybkostrzelność i celność broni piechoty, co spowodowało spadek znaczenia kawalerii na polach bitewnych. Mimo to, pozostała ona ważnym elementem sił zbrojnych, demonstrując swą rolę w toku wojny krymskiej oraz wojny francusko pruskiej, kiedy np. pruscy kawalerzyści w bitwie pod Mars-la-Tour uratowali zagrożony zniszczeniem korpus swej armii. Sukces ten stanowił dla zwolenników kawalerii argument na rzecz jej dalszej obecności w siłach zbrojnych.

### XX wiek

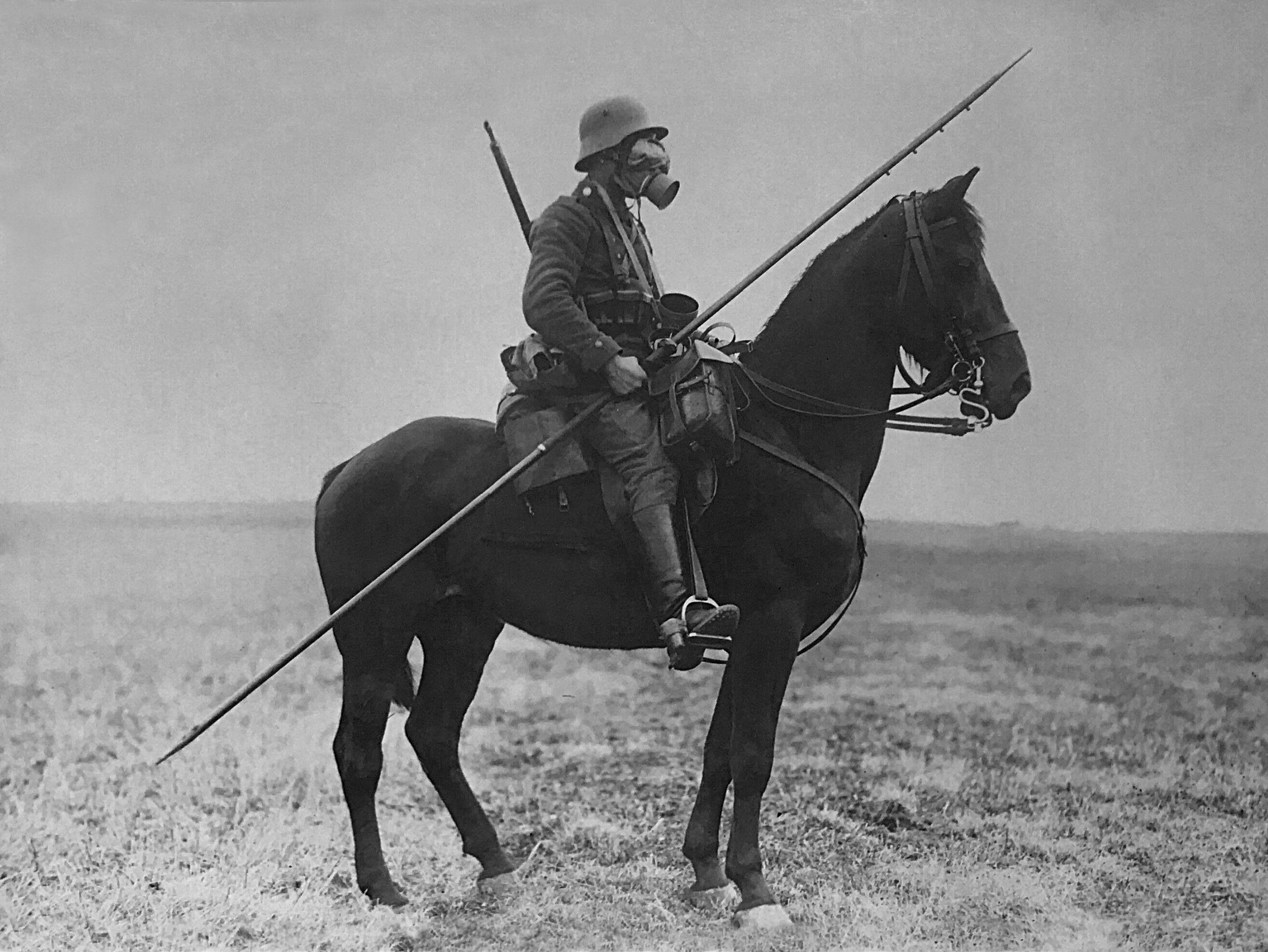
Niemiecki kawalerzysta w trakcie I wojny światowej

W czasie I wojny światowej wojska obu walczących stron zmobilizowały łącznie 63 dywizje kawalerii, ale znaczną ich część rozwiązano w trakcie działań wojennych. W związku z dużym nasyceniem pola walki przez nowoczesne środki ogniowe, kawaleria odgrywała na froncie zachodnim jedynie pomocniczą rolę. Również na froncie wschodnim niemiecka kawaleria nie odniosła większych sukcesów, chociaż konie w Wermachcie miały ważną rolę w logistyce wojskowej. Nieco większe możliwości kawaleria zademonstrowała na bliskowschodnim teatrze działań wojennych, gdzie doszło do jednej z nielicznych udanych akcji kawalerii – bitwy pod Beer Szewą. W latach 80. South African Army używało kawalerii konnej podczas południowoafrykańskiej wojny granicznej, m.in. do walk z wojskami pancernymi.

### XXI wiek
Współcześnie kawaleria z reguły pełni jedynie funkcję reprezentacyjną, czego przykładem może być Szwadron Kawalerii Wojska Polskiego. Zdarzają się jednak wyjątki, np. podczas wojny w Afganistanie kawalerii używały siły Sojuszu Północnego oraz wojska USA. Innym przykładem XXI-wiecznych wojsk kawaleryjskich jest indyjski 61 Regiment Kawalerii. Ponadto konie dalej bywają używane w wojsku do działań rozpoznawczych i patrolowych.

## Rodzaje
- arkebuzeria
- dragoni
- ekwici
- hippeis
- husaria
- huzarzy
- kirasjerzy
- kopijnicy
- krakusi
- lansjerzy
- lekka jazda (Rzeczpospolita)
- lisowczycy
- muszkieterzy (gwardia króla Francji)
- pancerni (kawaleria pierwszych Piastów)
- pancerni (kawaleria w I Rzeczypospolitej)
- petyhorcy
- rajtaria
- rycerze
- szaserzy (strzelcy konni)
- spahisi
- szwoleżerowie
- ułani